# Federico Valverde
Federico Santiago Valverde Dipetta, född 22 juli 1998 i Montevideo, är en uruguayansk fotbollsspelare som spelar för spanska Real Madrid. Han representerar även Uruguays landslag.

## Meriter

### Klubb
Peñarol
- Primera División de Uruguay: 2015/2016

Real Madrid
- La Liga: 2019/2020, 2021/2022, 2023/2024
- UEFA Champions League: 2021/2022, 2023/2024
- Spanska cupen: 2022/2023
- Spanska supercupen: 2019, 2021, 2023-24
- UEFA Super Cup: 2022, 2024
- Interkontinentala cupen: 2018, 2022, 2024